# Säsong 8 av RuPauls dragrace
Säsong 8 av RuPauls dragrace sändes under våren 2016, med amerikansk premiär den 7 mars. Konceptet var liksom tidigare år att ett gäng dragqueens tävlar i olika moment för att vinna titeln "America's Next Drag Superstar". Detta året tävlade endast 12 dragdrottningar, ett antal som inte varit så lågt sedan säsong 2. Säsongens prispott bestod av en årsförbrukning sminkprodukter från Anastasia Beverly Hills och en prissumma på 100 000 amerikanska dollar.

## Inför säsongsstart
Inför säsongspremiären släpptes en promo-video där RuPauls låt "U Wear It Well" från albumet Butch Queen spelades i bakgrunden. Vilka som skulle delta i den åttonde säsongen avslöjades den 1 februari under galan NewNowNext Awards.

## Tävlingsdeltagare
Drugorna som tävlade om att bli "America's Next Drag Superstar" i åttonde säsongen av RuPauls dragrace var:
(ålder och namn gäller tiden då tävlingen ägde rum)
| Tävlingsdeltagare    | Namn                 | Ålder | Hemstad                   |
| -------------------- | -------------------- | ----- | ------------------------- |
| Acid Betty           | Jamin Ruhren         | 37    | Brooklyn, New York        |
| Bob The Drag Queen   | Christopher Caldwell | 29    | New York, New York        |
| Chi Chi DeVayne      | Zavion Davenport     | 30    | Shreveport, Louisiana     |
| Cynthia Lee Fontaine | Carlos Hernandez     | 34    | Austin, Texas             |
| Dax ExclamationPoint | Dax Martin           | 31    | Savannah, Georgia         |
| Derrick Barry        | Derrick Barry        | 32    | Las Vegas, Nevada         |
| Kim Chi              | Sang-young Shin      | 27    | Chicago, Illinois         |
| Laila McQueen        | Tyler Devlin         | 22    | Gloucester, Massachusetts |
| Naomi Smalls         | Davis Heppenstall    | 21    | Redlands, Kalifornien     |
| Naysha Lopez         | Fabian Rodriguez     | 31    | Chicago, Illinois         |
| Robbie Turner        | Jeremy Wikander      | 33    | Seattle, Washington       |
| Thorgy Thor          | Shane Galligan       | 31    | Brooklyn, New York        |

## Gästdomare
(I alfabetisk ordning efter artistnamn och/eller efternamn)
- Ester Dean (sångare/låtskrivare)
- Faith Evans (sångare)
- Vivica A. Fox (skådespelare)
- Gigi Hadid (modell)
- Todrick Hall (sångare och internet-kändis)
- Debbie Harry (sångare)
- Chanel Iman (modell)
- Marc Jacobs (modedesigner)
- Nicole Richie (tv-personlighet)
- Thomas Roberts (journalist)
- Amy Sedaris (komiker och skådespelare)
- David Sedaris (författare)
- Jamal Sims (koreograf)
- Tasha Smith (skådespelare och komiker)
- Chris Stein (musiker)

## Avsnitt

### Avsnitt ett: Keeping It 100!
Originalvisning: 7 mars 2016
| Tävlande             | Designutmaning             |
| -------------------- | -------------------------- |
| Acid Betty           | Make Dat Money             |
| Bob The Drag Queen   | Gone with the Window       |
| Chi Chi DeVayne      | Glitter Ball               |
| Cynthia Lee Fontaine | Sugar Ball                 |
| Dax ExclamationPoint | Hello, Kitty Girls!        |
| Derrick Barry        | The Queen Who Mopped Xmas  |
| Kim Chi              | RuPaul's Hair Extravaganza |
| Laila McQueen        | RuPocalypse Now!           |
| Naomi Smalls         | Float Your Boat            |
| Naysha Lopez         | Drag On A Dime             |
| Robbie Turner        | The Fabulous Bitch Ball    |
| Thorgy Thor          | Face, Face, Face of Cakes  |

- Gästdomare: Nicole Richie
- Omväxlande domare: Carson Kressley och Ross Matthews
- Miniutmaning: Plåtning med tidigare vinnare av RuPauls dragrace
- Huvudutmaning: Skapa en kreation enligt en av tidigare säsongers designutmaningar
- Veckans vinnare: Kim Chi
- Huvudutmaningens pris: 3 000 dollar från selfieonastick.com
- Lägst placerade: Laila McQueen och Naysha Lopez
- Låt till mim-duellen: "Applause" av Lady Gaga
- Utslagen: Naysha Lopez
- Avskedshälsning: "Dear Ladies + Monsters. It was a pleasure meeting you all! Play the cards you are dealt + Turn DA PARTY! P.S. I ♥ U Layla [sic] xoxo! The Beauty! Naysha Lopez ♥"

### Avsnitt två: Bitch Perfect
Originalvisning: 14 mars 2016
| Lag                                        | Tävlande             |
| ------------------------------------------ | -------------------- |
| The Lady Bitches Cynthia Lee Fontaines lag | Cynthia Lee Fontaine |
| The Lady Bitches Cynthia Lee Fontaines lag | Bob The Drag Queen   |
| The Lady Bitches Cynthia Lee Fontaines lag | Derrick Barry        |
| The Lady Bitches Cynthia Lee Fontaines lag | Laila McQueen        |
| The Lady Bitches Cynthia Lee Fontaines lag | Robbie Turner        |
| The Lady Bitches Cynthia Lee Fontaines lag | Kim Chi              |
| The Shady Bitches Chi Chi DeVaynes lag     | Chi Chi DeVayne      |
| The Shady Bitches Chi Chi DeVaynes lag     | Acid Betty           |
| The Shady Bitches Chi Chi DeVaynes lag     | Thorgy Thor          |
| The Shady Bitches Chi Chi DeVaynes lag     | Dax ExclamationPoint |
| The Shady Bitches Chi Chi DeVaynes lag     | Naomi Smalls         |

- Gästdomare: Ester Dean, Lucian Piane, och Jamal Sims
- Extra gäst: AB Soto
- Miniutmaning: Danstävling med latinska rytmer till RuPauls låt "Cha Cha Bitch"
- Vinnare av miniutmaningen: Chi Chi DeVayne och Cynthia Lee Fontaine
- Huvudutmaning: Uppträda som grupp i a cappella-medleyt Bitch Perfect - inspirerat av filmen Pitch Perfect.
- Veckans vinnare: Chi Chi DeVayne
- Huvudutmaningens pris: 4 nätters semester på ett bed and breakfast i New England
- Catwalk-tema: Filmpremiär eleganza
- Lägst placerade: Laila McQueen och Dax ExclamationPoint
- Låt till mim-duellen: "I Will Survive" av Gloria Gaynor
- Utslagna: Laila McQueen och Dax ExclamationPoint
- Avskedshälsning — Dax ExclamationPoint: "Ladies, You're all Fantastic! I wish I could be here with you! Set the world on fire + Make Everyone EAT IT -DAX! ☠"
- Avskedshälsning — Laila McQueen: "You're All the Biggest Pack of freaks and I am so "Happy" to call you "family". But Actually I ♥ you All & can't wait for the future with you! xoxo Laila!"

### Avsnitt tre: RuCo's Empire
Originalvisning: 21 mars 2016
| Lag              | Tävlande             |
| ---------------- | -------------------- |
| Naomi Smalls lag | Naomi Smalls         |
| Naomi Smalls lag | Bob the Drag Queen   |
| Naomi Smalls lag | Chi Chi DeVayne      |
| Naomi Smalls lag | Cynthia Lee Fontaine |
| Naomi Smalls lag | Robbie Turner        |
| Naysha Lopez lag | Acid Betty           |
| Naysha Lopez lag | Derrick Barry        |
| Naysha Lopez lag | Kim Chi              |
| Naysha Lopez lag | Thorgy Thor          |
| Naysha Lopez lag | Naysha Lopez         |

- Gästdomare: Faith Evans och Tasha Smith
- Avbytande domare: Carson Kressley
- Miniutmaning: Gör om en amerikansk domarkappa i drag-stil.
- Miniutmaningens vinnare: Naomi Smalls
- Huvudutmaning: Agera i scener inspirerade av TV-serien Empire
- Veckans vinnare:
- Huvudutmaningens pris:  Inovativa glasögon
- Catwalk-tema: Rullskridskor
- Lägst placerade: Cynthia Lee Fontaine   Robbie Turner   Derrick Barry
- Låt till mim-duellen: Mesmerized
- Utslagen: Cynthia Lee Fontaine
- Avskedsmeddelande:

### Avsnitt fyra: New Wave Queens
Originalvisning: 28 mars 2016
- Gästdomare: Debbie Harry och Chris Stein
- Extragäst: Lucian Piane
- Avbytande domare:
- Miniutmaning:
- Miniutmaningens vinnare:
- Huvudutmaning: Sjunga live i ett tjejband med New Wave-stil á la 1980-talet
- Veckans vinnare:
- Huvudutmaningens pris:
- Catwalk-tema:
- Lägst placerade:
- Låt till mim-duellen:
- Utslagen:
- Avskedsmeddelande:

### Avsnitt fem: Snatch Game
Originalvisning: 4 april 2016
- Gästdomare: Amy Sedaris och David Sedaris
- Avbytande domare: Ross Matthews
- Huvudutmaning: Imitera en kändis i Snatch Game
- Veckans vinnare:
- Huvudutmaningens pris:
- Catwalk-tema:
- Lägst placerade:
- Låt till mim-duellen:
- Utslagen:
- Avskedsmeddelande:

## Utslagningsdueller
Efter domarnas kritik får de dragqueens som gjort sämst ifrån sig mötas i en duell där det gäller att mima för livet, för att hålla sig kvar i tävlingen. Följande drugor fick mötas i mim-duellerna:
| Avsnitt | Lägst placerade      | Lägst placerade | Lägst placerade      | Låt                              | Utslagen                           |
| ------- | -------------------- | --------------- | -------------------- | -------------------------------- | ---------------------------------- |
| 1       | Laila McQueen        | mot             | Naysha Lopez         | "Applause" (Lady Gaga)           | Naysha Lopez                       |
| 2       | Laila McQueen        | mot             | Dax ExclamationPoint | "I Will Survive" (Gloria Gaynor) | Laila McQueen Dax ExclamationPoint |
| 3       | Cynthia Lee Fontaine | mot             | Robbie Turner        | "Mesmerized" (Faith Evans)       | Cynthia Lee Fontaine               |
| 4       | Chi Chi DeVayne      | mot             | Naysha Lopez         | "Call Me" (Blondie)              | Naysha Lopez                       |
| 5       | Acid Betty           | mot             | Naomi Smalls         | "Causing a Commotion" (Madonna)  | Acid Betty                         |
| 6       | Derrick Barry        | mot             | Robbie Turner        | "I Love It" (Icona Pop)          | Robbie Turner                      |

     Den tävlande fick lämna tävlingen efter sin första utslagningsduell.
     Den tävlande fick lämna tävlingen efter sin andra utslagningsduell.
     Båda tävlande fick lämna tävlingen, den ene efter sin första mimduell och den andre efter sin andra gång med lägstaplacering.

## Fotnoter
1. ↑  Chi Chi Kat DeVayne går under det avkortade namnet Chi Chi DeVayne genom säsongen.

- Avsnitt 2 slutade med en dubbelutslagning.
- Naysha Lopez återvände till tävlingen i avsnitt 3, och slogs åter ut i avsnitt 4.